# 5144 Achates
5144 Achates è un asteroide troiano di Giove del campo troiano del diametro medio di circa 91,91 km. Scoperto nel 1991, presenta un'orbita caratterizzata da un semiasse maggiore pari a 5,2238147 UA e da un'eccentricità di 0,2724178, inclinata di 8,90051° rispetto all'eclittica.
L'asteroide è dedicato ad Acate, lo scudiero di Enea.